# Gosport (New Hampshire)
Gosport ist der Name einer ehemaligen Town im heutigen New Hampshire des US-Bundesstaates New Hampshire in Neuengland. Sie umfasste den zu New Hampshire gehörenden Teil der Isles of Shoals mit den Inseln Star, White, Seavey und Londoner's (später Lunging) Island. Gosport wurde als Siedlungsstelle im Census beziehungsweise im Geographic Names Information System der Vereinigten Staaten bis mindestens 1980 weiterhin erfasst.

## Geschichte
Die Isles of Shoals gehörten seit 1635 zum Teil zu New Hampshire, zum Teil zu Maine. Diese Trennung wurde nur kurzfristig aufgehoben, während die ganze Inselgruppe unter der Verwaltung der Massachusetts Bay Colony stand und die zu Maine gehörige Township Apledoore (sic) bildete. Nachdem New Hampshire sich von Massachusetts löste, wurden auch die Inseln wieder aufgeteilt. Deren Besiedlung war vorwiegend auf den nördlich gelegenen, zu Maine gehörenden Inseln erfolgt. Um etwa 1680 herum setzte eine Wanderungsbewegung ein, im Zuge derer auf den nördlichen Inseln in Maine nur wenige Einwohner verblieben und der Siedlungsschwerpunkt sich nach dem zu New Hampshire gehörenden Star Island verlagerte. Die dortige Gesellschaft prosperierte, und 1715 wurde durch den Staat per Gesetz die Town of Gosport mit den Rechten und Pflichten einer unabhängigen Gemeinde gegründet. 1720 wurden Gosport 2 % der Gesamtsteuersumme auferlegt, die in und durch New Hampshire erhoben wurden.
Bereits vor der Gemeindegründung hatten die Insulaner die Anweisungen der jeweiligen Machthaber vom Festland weitgehend ignoriert. 1701 wurde einer der führenden Einwohner dazu aufgefordert, die Einwohner unter seinem Vorsitz zu organisieren und von ihnen einen Vertreter in der Staatsversammlung bestimmen zu lassen. Diese Aufforderung wurde 1711 wiederholt, aber auch nach der Gründung der Town änderte sich nichts, und die nächste Aufforderung ein Jahr danach blieb ebenfalls unbeantwortet. Um die Wahl- und Steuerpflicht durchzusetzen, wurde Star Island 1716 an New Castle angegliedert, ohne dass sich dadurch etwas änderte. Erst ab 1851 wurde jedes Jahr ein Vertreter von Gosport zur Legislativversammlung in die Staatshauptstadt Concord geschickt. 1761 bewegten die Gemeindevorstände von Gosport die Staatsversammlung von New Hampshire dazu, die aufgelaufenen Steuerschulden in Höhe von 512 damaligen Pfund für verfallen zu erklären.
Bei Ausbruch des Sezessionskrieges traten neun Einwohner Gosports in die Armee der Union ein. 1872 waren 17 von ihnen in der Miliz gemustert. Die Summe der Kriegsanleihe für Gosport betrug 900 Dollar.
Die 1700 errichtete Kirche auf Star Island brannte 1790 ab und wurde 1800 als Versammlungshaus von Gosport aus Stein neu aufgebaut. 1874 gab es in Gosport zumindest eine Poststelle,  und 1873 wurde das Oceanic House gebaut, ein auch im 21. Jahrhundert noch bestehendes Hotel, das damals dem bekannteren Appledore House auf Appledore Konkurrenz machte. 1876 fand die letzte Gemeindeversammlung statt, bei der keine Abstimmungen hinsichtlich der Finanzierung von Straßen, Feuerwehr, Schule oder Polizei durchgeführt wurden, da es das alles auf den Inseln nicht gab. Zu einer Auseinandersetzung kam es dennoch. Der einzige Tagesordnungspunkt war die Wahl des Repräsentanten in der Staatsversammlung, und eigens um an dieser Wahl teilzunehmen, waren Mitarbeiter des Hotels angereist. Es entspann sich Streit um die Frage der Wahlberechtigung, bis der Vorsitzende die Wahl für beendet erklärte und einen der ortsansässigen Bürger zu ihrem Vertreter bestimmte. Dieser nahm auch seinen Sitz in Concord ein, doch der Staat ließ eine Untersuchung der Town vornehmen. Auf den Bericht hin wurde beschlossen, dass so wenige Steuerzahler keinen Anspruch auf einen Sitz in der Staatsversammlung hätten, und die Town of Gosport mit Datum zum 20. Juli 1876 aufgelöst. In demselben Erlass wurden die zu New Hampshire gehörigen Inseln, das Territorium der nunmehr ehemaligen Town of Gosport, der Town of Rye angegliedert. Zumindest zeitweilig wurde Gosport synonym zu Star Island gebraucht.

### Bevölkerungsentwicklung
Vor der Revolution soll die Bevölkerung aller Inseln nach verschiedenen Angaben bis zu 600 Menschen umfasst haben. Für 1762 werden in Gosport 284 gemeldete Einwohner genannt, einschließlich vier Sklaven. Nachdem bei Ausbruch der Revolution die Inseln geräumt wurden, verblieben noch 44 Einwohner auf den gesamten Inseln. Nach dem Unabhängigkeitskrieg kehrten manche der Bewohner zurück. 1790 wurden 93, im Jahre 1800 laut den Büchern der Gemeinde 112 Einwohner gezählt. Laut einer anderen Angabe bewohnten 120 Menschen die Inseln, aufgeteilt auf 15 Familien in elf Häusern. 1819 waren davon 86 übrig, 1824 noch 69. Eine Beschreibung von 1859 nennt 125 Einwohner im Jahre 1850, ohne auszuführen, ob die Zahl für Gosport gilt oder für die Isles of Shoals. Ein ebenfalls erwähntes Hotel lag nicht in der Town of Gosport, sondern auf Appledore Island in Maine.